# 威岛
威岛（Koh Wai）是泰国湾的一个岛屿，由两个小荒岛组成。该岛位于柬埔寨西哈努克市西南95公里处，行政区域上属于贡布省管辖。
威岛是一个有领土争议的岛屿，位于争议海域，泰国、柬埔寨和越南都宣称对该岛拥有主权。1975年5月，在该水域附近的通岛发生马亚克斯号事件。一个月后，越南人民军占领了威岛；同年8月，人民军撤离该岛。